# درگاه (نظریه مدار)

شبکه N دارای یک درگاه است که آن را به یک مدار خارجی متصل می‌کند. این درگاه با شرایط درگاه مطابقت دارد زیرا جریان ورودی I به یک پایانه درگاه برابر با جریان خروجی از دیگری است.

در تئوری مدارهای الکتریکی، یک درگاه یا قطب یا دهانه یک جفت پایانه است که یک شبکه یا مدار الکتریکی را به یک مدار خارجی متصل می‌کند، به عنوان نقطه ورود یا خروج برای انرژی الکتریکی. یک درگاه متشکل از دو گره (پایانه) متصل به یک مدار خارجی است که شرایط درگاه را برآورده می‌کند - جریان‌هایی که به دو گره جاری‌اند باید برابر و مخالف باشند.
استفاده از درگاه‌ها به کاهش پیچیدگی تحلیل مدار کمک می‌کند. بسیاری از وسایل الکترونیکی رایج و بلوک‌های مدار مانند ترانزیستورها، ترانسفورماتورها، فیلترهای الکترونیکی و تقویت‌کننده‌ها از نظر درگاه‌ها تحلیل می‌شوند. در تحلیل شبکه چنددرگاهی، مدار به عنوان یک «جعبه سیاه» درنظر گرفته می‌شود که از طریق درگاه‌های خود به جهان خارج متصل است. درگاه‌ها نقاطی هستند که سیگنال‌های ورودی اعمال می‌شوند یا سیگنال‌های خروجی گرفته می‌شوند. رفتار آن به‌طور کامل توسط ماتریسی از پارامترهای مربوط به ولتاژ و جریان دردرگاه‌های آن مشخص می‌شود، بنابراین ساختار داخلی یا طراحی مدار لازم نیست در تعیین پاسخ مدار به سیگنال‌های اعمال‌شده در نظر گرفته شود یا حتی شناخته شود.

## شرایط درگاه

شبکه مقاومتی ساده با سه ترتیب درگاهی ممکن: (الف) جفت قطب (1, 2) و (3, 4) درگاه هستند. (ب) جفت قطب (1, 4) و (2, 3) قطب هستند. ج) هیچ جفت قطبی درگاه نیست

هر گره مداری که برای اتصال به مدار خارجی در دسترس باشد، قطب (یا پایانه اگر یک شی فیزیکی باشد) نامیده می‌شود. شرط درگاه این است که یک جفت از یک مدار یک قطب در نظر گرفته می‌شود اگر و تنها اگر که جریان واردشده به یک قطب از خارج مدار برابر با جریان خروجی از قطب دیگر به مدار خارجی باشد. به‌طور معادل، مجموع جبری جریان‌های واردشده به دو قطب از مدار خارجی باید صفر باشد.

## تک-درگاهی
طبق قانون جریان کیرشهف، هر مدار دوقطبی معین‌شده‌است که شرایط درگاه را برآورده کند و بنابراین آنها بدون قید و شرط تک-درگاه هستند.

## دو-درگاهی
شبکه‌های دو-درگاهی خطی به‌طور گسترده مورد مطالعه قرار گرفته‌اند و تعداد زیادی راه برای نمایش آنها توسعه یافته‌است. یکی از این نمایش‌ها پارامترهای z است که می‌توان آن‌ها را به صورت ماتریسی توسط:
{\displaystyle {\begin{bmatrix}V_{1}\\V_{2}\end{bmatrix}}={\begin{bmatrix}z_{11}&z_{12}\\z_{21}&z_{22}\end{bmatrix}}{\begin{bmatrix}I_{1}\\I_{2}\end{bmatrix}}}
که در آن Vn و In به ترتیب ولتاژ و جریان در درگاه n هستند. بسیاری از توصیفات دیگر دو-درگاهی را نیز می‌توان با ماتریس مشابه اما با ترتیب متفاوتی از بردارهای ستون ولتاژ و جریان توصیف کرد.

## چنددرگاهی

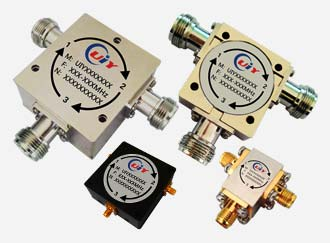
گردانندههای کواکسیال گرداننده‌ها حداقل سه درگاه دارند

به‌طور کلی، یک مدار می‌تواند از هر تعداد درگاه - یک چنددرگاهی تشکیل شده باشد.

## کتابشناسی - فهرست کتب
- Won Y. Yang, Seung C. Lee, Circuit Systems with MATLAB and PSpice, John Wiley & Sons, 2008 شابک ‎۰۴۷۰۸۲۲۴۰۶.
- Frank Gustrau, RF and Microwave Engineering: Fundamentals of Wireless Communications, John Wiley & Sons, 2012 شابک ‎۱۱۱۸۳۴۹۵۸X.
- Peter Russer, Electromagnetics, Microwave Circuit and Antenna Design for Communications Engineering, Artech House, 2003 شابک ‎۱۵۸۰۵۳۵۳۲۱.
- Herbert J. Carlin, Pier Paolo Civalleri, Wideband Circuit Design, CRC Press, 1997 شابک ‎۰۸۴۹۳۷۸۹۷۴.
- Dean Karnopp, Donald L. Margolis, Ronald C. Rosenberg, System Dynamics, Wiley, 2000 شابک ‎۰۴۷۱۳۳۳۰۱۸.
- Wolfgang Borutzky, Bond Graph Methodology, Springer 2009 شابک ‎۱۸۴۸۸۲۸۸۲۹.
- Leo Leroy Beranek, Tim Mellow, Acoustics: Sound Fields and Transducers, Academic Press, 2012 شابک ‎۰۱۲۳۹۱۴۲۱۳.